# آب كولك
آب كولك (كوشك) (بالفارسية: آب‌کولک) هي قرية تقع في إيران في محافظة خوزستان. في الإحصاء السكاني عام 2006، قدّر عدد سكانها بـ 41 نسمة في 8 عائلات.